# Governació del Kef

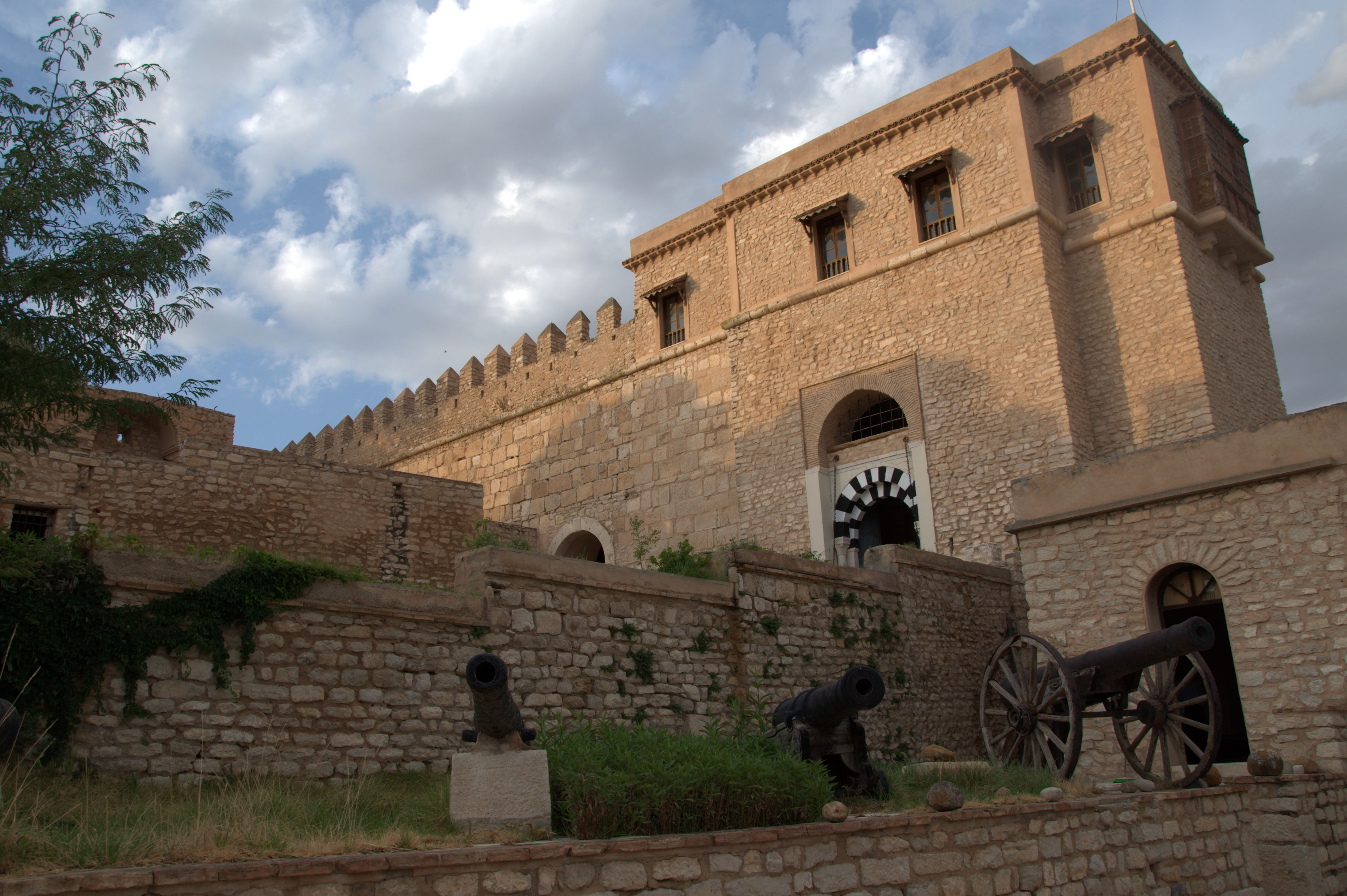
Alcassaba del Kef

La governació o wilaya del Kef o d'El Kef o de Le Kef (àrab: ولاية الكاف, wilāyat al-Kāf) és una divisió administrativa de primer nivell de Tunísia situada a la regió natural del Tell superior, al nord-oest del país. Està limitada per les governacions de Jendouba, Siliana i Kasserine i per la frontera algeriana.
Té una superfície de 4.965 km² i una població aproximada de 256.700 habitants l'any 2008 (258.790 l'any 2005), gairebé la meitat menor de 25 anys. La capital és la ciutat d'El Kef.

## Geografia
Una via de ferrocarril passa pel seu territori. L'embassament més important del país, Mellègue (amb 201,3 metres cúbics d'aigua), es troba a la part sud-oest del territori.
Les mines existent es van esgotar al final del segle xx, però s'han descobert altres mines encara no explotades.

## Economia
L'activitat principal n'és l'agricultura, amb els cereals al capdavant. La indústria és poc important (només dues zones industrials). Hi ha una bona activitat forestal als boscos de Nebeur i Sakiet Sidi Youssef.
Els jaciments arqueològics principals són Altuburos o Medeina, Haïdra, la Taula de Jugurta, Kalaa Khasba, i la médina d'El Kef, amb la seva alcassaba i la mesquita de Sidi Bou Makhlouf, però l'activitat turística és encara molt limitada. L'artesanat produeix tapissos, mantells i estores.

## Organització administrativa
La governació fou creada el 21 de juny de 1956. El 5 de juny del 1974 va cedir una part del seu territori per formar, amb altres territoris, la nova governació de Siliana.
El seu codi geogràfic és 23 (ISO 3166-2:TN-12).

### Delegacions
Està dividida en onze delegacions o mutamadiyyes i 87 sectors o imades:
- Kef Ouest (23 51)
  - Oued Remel Nord (23 51 51)
  - Oued Remel Sud (23 51 52)
  - Haouareth Sud (23 51 53)
- Kef Est (23 52)
  - Charfine (23 52 51)
  - Ben Ainine (23 52 52)
  - Haouareth Nord (23 52 53)
  - Zâafrane (23 52 54)
  - Oued Souani (23 52 55)
  - Oued Souani Sud (23 52 56)
  - Dyr El Kef (23 52 57)
  - Hached (23 52 58)
- Nebeur (23 53)
  - Nebeur (23 53 51)
  - Sarkaouna (23 53 52)
  - Tel El Ghozlane (23 53 53)
  - Sidi Khiar (23 53 54)
  - Mellala (23 53 55)
  - Ledhieb (23 53 56)
  - Touiref (23 53 57)
  - Mellègue (23 53 58)
  - Bahra (23 53 59)
  - Sidi Medien (23 53 60)
  - El Ksar (23 53 61)
  - Chetatla (23 53 62)
  - Oueljet Essedra (23 53 63)
- Sakiet Sidi Youssef (23 54)
  - Sakiet Sidi Youssef (23 54 51)
  - Es-Sefeïa (23 54 52)
  - Aïn Mazer (23 54 53)
  - Djeradou (23 54 54)
  - Forchane (23 54 55)
  - Aïn El Karma (23 54 56)
  - Sidi Rabeh (23 54 57)
  - Et-Tabia (23 54 58)
- Tajerouine (23 55)
  - Tajerouine Nord (23 55 51)
  - Tajerouine Sud (23 55 52)
  - Aïn El Abar (23 55 53)
  - Cité Bourguiba (23 55 54)
  - Sidi M’tir (23 55 55)
  - Ennajet (23 55 56)
  - Sidi Abdelbasset (23 55 57)
  - Jezza (23 55 58)
  - El Houdh (23 55 59)
  - Menzel Salem (23 55 60)
  - Borj Eddiouana (23 55 61)
  - Garn Halfaia (23 55 62)
- Kaalat Snan (23 56)
  - Kalâat Snan (23 56 51)
  - Bou Jabeur (23 56 52)
  - Safsaf (23 56 53)
  - Mzita (23 56 54)
  - El Falta (23 56 55)
  - Sed El Khir (23 56 56)
  - Aïn Snan (23 56 57)
  - El Hamaïma (23 56 58)
  - El Mahjouba (23 56 59)
- Kalaat Khasba (23 57)
  - Kalâat Khasba (23 57 51)
  - Hentaïa (23 57 52)
  - Sidi Ahmed Essalah (23 57 53)
  - En-Nadhour (23 57 54)
- Djerissa (23 58)
  - Djerissa Centre (23 58 51)
  - Djérissa Nord (23 58 52)
  - Djerissa Sud (23 58 53)
  - Besseriana (23 58 54)
  - Fej Ettameur (23 58 55)
  - Enneayem (23 58 56)
- El Ksour (23 59)
  - El Ksour (23 59 51)
  - Aïn El Ksiba (23 59 52)
  - Banou (23 59 53)
  - Louata (23 59 54)
  - Aïn Fedhil (23 59 55)
  - Ezzitouna (23 59 56)
- Dahmani (23 60)
  - Dahmani (23 60 51)
  - Dahmani Nord (23 60 52)
  - Zouarine (23 60 53)
  - Thermda (23 60 54)
  - Abida (23 60 55)
  - Ebba (23 60 56)
  - El Medeïna (23 60 57)
  - Sidi Baraket Nord (23 60 58)
  - Sidi Baraket Sud (23 60 59)
- Es-Sers (23 61)
  - Es-Sers Nord (23 61 51)
  - Es-Sers Sud (23 61 52)
  - Cité Ennour (23 61 53)
  - Bousliaa (23 61 54)
  - Lorbeus (23 61 55)
  - El Marja (23 61 56)
  - El Abar (23 61 57)
  - El Abar Est (23 61 58)
  - Elles (23 61 59)

### Municipalitats
Està dividida en dotze municipalitats o baladiyyes i dues circumscripcions o dàïres:
- Le Kef (23 11)
  - Kef Medina (23 11 11)
  - Kef Jedida (23 11 12)
- Nebeur (23 12)
- Touiref (23 13)
- Sakiet Sidi Youssef (23 14)
- Tajerouine (23 15)
- Menzel Salem (23 16)
- Kalâat Snan (23 17)
- Kalâat Khasba (23 18)
- Djerissa (23 19)
- El Ksour (23 20)
- Dahmani (23 21)
- Es-Sers (23 22)
- Zâafrane-Dyr El Kef (23 23)
- Bahra (23 24)
- El Marja (23 25)